# Carl August Ehrenberg
Carl August Ehrenberg (24 de agosto de 1801 - 13 de agosto de 1849) fue un botánico, y explorador alemán , desarrollando su actividad científica sobre plantas vasculares de la flora de México, y del Neotrópico, con énfasis en la sistemática de Cactaceae.
Hijo de un juez, y hermano del también botánico Christian Gottfried Ehrenberg (1795-1876).
En 1831, llegó a México, y hasta 1840, para recoger cactus. En total, su colección contaba con unos dos mil ejemplares, que envió a Europa para ser introducidos en el cultivo.

## Algunas publicaciones
- carl august Ehrenberg, ignatz Urban. 1897. Biographische Skizzen. V. 6. Carl August Ehrenberg (1801-1849). En: "Engl. Bot. Jahrb. 24"

- -------------------------------. 1847. Beitrag zur Geschichte einiger mexicanischer Cacteen

## Honores
Miembro de
- Leopoldina desde 1818

### Eponimia
Género
- (Rubiaceae) Ehrenbergia Spreng.[2]

- (Zygophyllaceae) Ehrenbergia Mart.[3]

Especies
- (Apiaceae) Ammi ehrenbergii (H.Wolff) M.Hiroe[4]

- (Apocynaceae) Rhabdadenia ehrenbergii Müll.Arg. ex Griseb.[5]

- (Araliaceae) Aralia ehrenbergii Van Houtte ex Jacques[6]

- (Asteraceae) Bahia ehrenbergii Sch.Bip. ex Rydb.[7]

- (Berberidaceae) Mahonia ehrenbergii Fedde[8]

- (Boraginaceae) Antiphytum ehrenbergii (Brand) Govaerts[9]

- (Cactaceae) Echinocereus ehrenbergii (Pfeiff.) Rümpler[10]

- La abreviatura «C.Ehrenb.» se emplea para indicar a Carl August Ehrenberg como autoridad en la descripción y clasificación científica de los vegetales.[11]